# Karine Salinas
Pour les articles homonymes, voir Salinas.
Karine Salinas est une ancienne joueuse française de volley-ball, née le 5 mars 1973 à Mont-Saint-Aignan, Seine-Maritime. Elle mesure 1,76 m et jouait passeuse.

## Clubs
| Club                      | Pays   | De        | À              |
| ------------------------- | ------ | --------- | -------------- |
| RC Cannes                 | France | 1990-1991 | 1998-1999      |
| Phone Limited Modena      | Italie | 1999-2000 | 1999-2000      |
| Volley 2000 Spezzano (it) | Italie | 2000-2001 | 2000-2001      |
| RC Cannes                 | France | 2001-2002 | 2005-2006      |
| France                    | France | août 2007 | septembre 2007 |
| RC Cannes                 | France | 2008-2009 | 2009-2010      |
| ES Le Cannet-Rocheville   | France | 2010-2011 | 2010-2011      |

## Palmarès

### En sélection
- Médaillée de bronze aux Jeux méditerranéens de 2001[1].

### En club
- Championnat de France (11) : 
  - Vainqueur : 1995, 1996, 1998, 1999, 2002, 2003, 2004, 2005, 2006, 2009, 2010
  - Finaliste :  2011

- Coupe de France (10) :  
  - Vainqueur: 1996, 1997, 1998, 1999, 2003, 2004, 2005, 2006, 2009, 2010

- Ligue des champions (2) : 
  - Vainqueur: 2002, 2003
  - Finaliste : 2006

- Championnat d'Italie (1)  : 
  - Vainqueur: 2000

- Top Teams Cup :
  - Finaliste : 1998

- Championnat de France de beach-volley (2) :
  - Vainqueur: 1997, 1998